# The Servant Question Out West
The Servant Question Out West è un cortometraggio muto del 1914 sceneggiato e diretto da William Duncan su un soggetto di William A. Corey.

## Produzione
Il film fu prodotto dalla Selig Polyscope Company.

## Distribuzione
Distribuito dalla General Film Company, il film - un cortometraggio di 150 metri - uscì nelle sale cinematografiche statunitensi il 23 giugno 1914. Nelle proiezioni, veniva programmato con il sistema dello split reel, accorpato in un'unica bobina con un altro cortometraggio prodotto dalla Selig, il cartoon Doc Yak and the Limited Train.